# 斯塔肖特冰川
81°20′S 160°20′E / 81.333°S 160.333°E
斯塔肖特冰川（英語：Starshot Glacier）是南極洲的冰川，全長90公里，從邱吉爾山脈沿著測量員山脈西面延伸至帕爾角以南，由新西蘭的探險隊命名。